# Lucia du strålande brud
Lucia du strålande brud är en psalm vars text är skriven av Jonas Jonson. Musiken är skriven av Britta Snickars. 

## Publicerad som
- Nr 859 i Psalmer i 2000-talet under rubriken "Jesus Kristus - människors räddning".